# Sông La

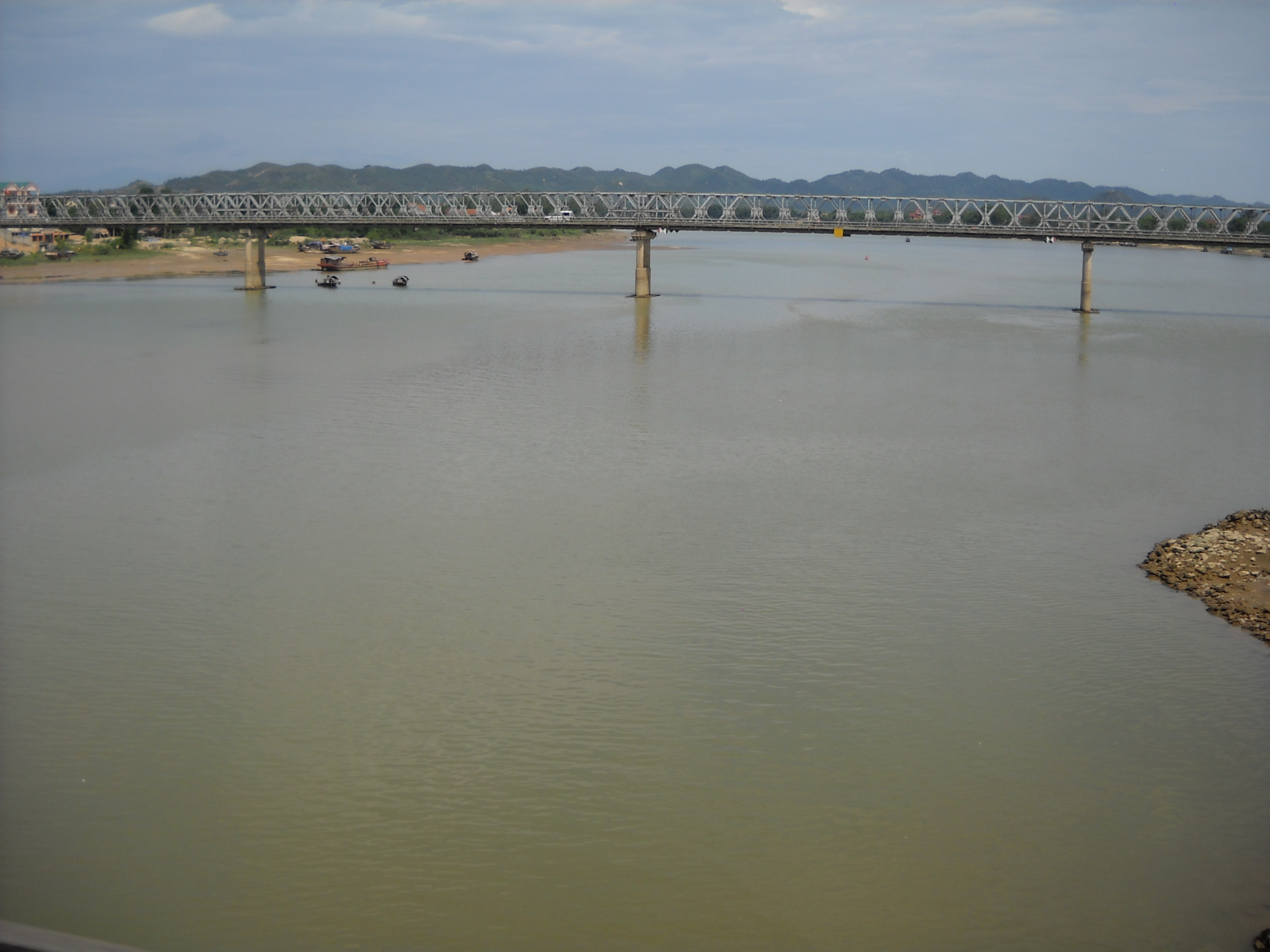
Sông La, đoạn chảy qua Đức Thọ, Hà Tĩnh

Sông La là một phụ lưu của sông Lam, dài 12,5 km chảy qua huyện Đức Thọ, tỉnh Hà Tĩnh.
Sông La là hợp lưu của hai sông Ngàn Phố (từ Hương Sơn đồ về) và sông Ngàn Sâu (từ Hương Khê và Vụ Quang) tại bến Tam Soa (Linh Cảm, Đức Thọ). Đến lượt nó lại hợp lưu với sông Cả (từ Nghệ An chảy sang) tạo thành dòng sông Lam nằm giữa 2 tỉnh Nghệ An và Hà Tĩnh.
Sông La là một dòng sông rất đẹp, có phong cảnh nên thơ và là nguồn cảm ứng sáng tạo cho nhiều nhạc sĩ.
Sách Đại Nam nhất thống chí viết: Sông La có hai nguồn: Một nguồn từ động Thâm Nguyên (tức Ngàn Sâu) ở núi Khai Trương (tức núi Giăng Màn) châu Quy Hợp tỉnh Hà Tĩnh (đạo Hà Tĩnh xứ Nghệ xưa), chảy về Đông đến xã Chu Lễ, hợp với sông Tiêm, đến xã Bào Khê gặp sông Trúc, qua sông Cửu Khúc đến xã Vũ Quang thì hội với sông Ác (tức sông Ngàn Trươi), đến xã Đỗ Xá thì gặp sông Ngàn Phố. Nguồn kia là sông La Hà bắt đầu từ ngọn Cốt Đột núi Giăng Màn, chảy về phía Đông gọi là sông Ngàn Phố đến Đỗ Xá hợp với sông La. Sông La chảy đến xã Bùi Xá thì chia ra một nhánh chảy vào sông Minh, chảy tiếp về Đông đến xã Tường Xá thì đổ vào sông Lam.
Các bài hát về sông La:
- Người con gái sông La của nhạc sĩ Doãn Nho;
- Gái sông La của nhạc sĩ Lê Hàm;
- Gửi sông La mẹ hiền của Thu Hiền và Lê Việt Hòa;
- Một mình với sông La của nhạc sĩ Tân Huyền;
- Sông La ngày về, sáng tác: Nhạc sĩ Quốc Việt.
- Gửi về sông La, sáng tác: Nhà thơ Tạ Thăng Hùng

## Cước chú
1. ↑  Đại Nam nhất thống chí, quyển 26, phụ lục-Các sông lớn của nước ta, trang 255.